# Campionati panamericani di lotta 2022
I campionati panamericani di lotta 2022 si sono svolti dal 5 all'8 maggio 2022 all'Hotel Expo Mundo Imperial di Acapulco, in Messico.
L'evento originariamente avrebbe dovuto svolgersi a Santiago del Cile, ma nel mese di febbraio 2022 l'UWW ha adeciso di trasferire l'edizione ad Acapulco poiché i requisiti deciso dal Ministero della Salute cileno non avrebbero garantito la partecipazione di tutti i paesi.
I primi quattro paesi non ancora qualificati, per categoria di peso, si sono guadagnati un posto ai XIX Giochi panamericani in programma per il 2022.

## Partecipanti
Hanno preso parte alla competizione 263 lottatori in rappresentanza di 21 distinte nazioni.
- Argentina (10)
- Barbados (1)
- Bolivia (2)
- Brasile (23)
- Canada (23)
- Cile (18)
- Colombia (20)
- Costa Rica (1)
- Cuba (17)
- Rep. Dominicana (17)
- Ecuador (14)
- Guatemala (10)
- Honduras (6)
- Messico (30)
- Panama (5)
- Paraguay (3)
- Perù (13)
- Porto Rico (12)
- Uruguay (1)
- Stati Uniti (30)
- Venezuela (7)

## Classifica squadre
| Pos. | Lotta libera maschile | Lotta libera maschile | Lotta greco-romana | Lotta greco-romana | Lotta libera femminile | Lotta libera femminile |
| Pos. | Squadra               | Punti                 | Squadra            | Punti              | Squadra                | Punti                  |
| ---- | --------------------- | --------------------- | ------------------ | ------------------ | ---------------------- | ---------------------- |
| 1    | Stati Uniti           | 229                   | Stati Uniti        | 165                | Stati Uniti            | 190                    |
| 2    | Canada                | 138                   | Messico            | 148                | Canada                 | 165                    |
| 3    | Porto Rico            | 120                   | Cuba               | 101                | Messico                | 120                    |
| 4    | Messico               | 101                   | Colombia           | 89                 | Ecuador                | 80                     |
| 5    | Cuba                  | 76                    | Brasile            | 83                 | Brasile                | 79                     |
| 6    | Argentina             | 56                    | Rep. Dominicana    | 81                 | Cuba                   | 71                     |
| 7    | Brasile               | 55                    | Guatemala          | 71                 | Venezuela              | 55                     |
| 8    | Colombia              | 54                    | Honduras           | 60                 | Colombia               | 42                     |
| 9    | Rep. Dominicana       | 38                    | Cile               | 43                 | Perù                   | 36                     |
| 10   | Venezuela             | 37                    | Perù               | 38                 | Argentina              | 35                     |

## Podi

### Lotta libera maschile
| Evento | Oro                          | Argento                        | Bronzo                           |
| 57 kg  | Thomas Gilman Stati Uniti    | Darian Toi Cruz Porto Rico     | Alexei Alvarez Blanco Cuba       |
| 57 kg  | Thomas Gilman Stati Uniti    | Darian Toi Cruz Porto Rico     | Óscar Tigreros Colombia          |
| 61 kg  | Daton Fix Stati Uniti        | Joseph Andres Silva Porto Rico | Pedro Flores Messico             |
| 65 kg  | Joseph McKenna Stati Uniti   | Sebastian Rivera Porto Rico    | Agustín Destribats Argentina     |
| 65 kg  | Joseph McKenna Stati Uniti   | Sebastian Rivera Porto Rico    | Albaro Rudecindo Rep. Dominicana |
| 70 kg  | Emmanuel Olapade Canada      | Vinícius da Silva Brasile      | Alexis Olvera Messico            |
| 74 kg  | Kyle Dake Stati Uniti        | Franklin Gómez Porto Rico      | Cesar Bordeaux Brasile           |
| 74 kg  | Kyle Dake Stati Uniti        | Franklin Gómez Porto Rico      | Franklin Maren Cuba              |
| 79 kg  | Jordan Burroughs Stati Uniti | Samuel Barmish Canada          | Victor Santos Acosta Porto Rico  |
| 86 kg  | Zahid Valencia Stati Uniti   | Lazaro Hernandez Cuba          | Ethan Ramos Porto Rico           |
| 86 kg  | Zahid Valencia Stati Uniti   | Lazaro Hernandez Cuba          | Carlos Izquierdo Colombia        |
| 92 kg  | J'den Cox Stati Uniti        | Jeremy Poirier Canada          | Cristian Sanchez Messico         |
| 97 kg  | Kyle Snyder Stati Uniti      | Arturo Silot Torres Cuba       | Luis Perez Sosa Rep. Dominicana  |
| 97 kg  | Kyle Snyder Stati Uniti      | Arturo Silot Torres Cuba       | Maxwell Lacey Costa Rica         |
| 125 kg | Amar Dhesi Canada            | Nick Gwiazdowski Stati Uniti   | Catriel Muriel Argentina         |
| 125 kg | Amar Dhesi Canada            | Nick Gwiazdowski Stati Uniti   | José Daniel Díaz Venezuela       |

### Lotta greco-romana maschile
| Evento | Oro                                | Argento                          | Bronzo                          |
| 55 kg  | Brady Koontz Stati Uniti           | Axel Esquivel Messico            | Brandon Escobar Honduras        |
| 60 kg  | Randon Miranda Stati Uniti         | Samuel Vigueras Messico          | Dicther Castañeda Colombia      |
| 60 kg  | Randon Miranda Stati Uniti         | Samuel Vigueras Messico          | Joao Rochabrun Perù             |
| 63 kg  | Samuel Lee Jones Stati Uniti       | Jose Rodriguez Hernandez Messico | Non attribuita                  |
| 67 kg  | Julián Horta Colombia              | Kenedy Pedrosa Brasile           | Enyer Feliciano Rep. Dominicana |
| 67 kg  | Julián Horta Colombia              | Kenedy Pedrosa Brasile           | Nilton Soto Perù                |
| 72 kg  | Patrick Harrison Smith Stati Uniti | Edsson Gutierrez Messico         | Cristian Tepen Guatemala        |
| 77 kg  | Yosvanys Peña Cuba                 | David Huoc Guatemala             | Joílson Júnior Brasile          |
| 77 kg  | Yosvanys Peña Cuba                 | David Huoc Guatemala             | RaVaughn Perkins Stati Uniti    |
| 82 kg  | Daniel Vicente Gomez Messico       | Reinier Jiménez Guatemala        | Tyler Cunningham Stati Uniti    |
| 87 kg  | Daniel Grégorich Cuba              | Johan Batista Rep. Dominicana    | Alfonso Leyva Messico           |
| 87 kg  | Daniel Grégorich Cuba              | Johan Batista Rep. Dominicana    | Carlos Muñoz Colombia           |
| 97 kg  | Kevin Mejia Honduras               | Juan Luis Ibanez Cuba            | Carlos Palamer Rep. Dominicana  |
| 97 kg  | Kevin Mejia Honduras               | Juan Luis Ibanez Cuba            | Nicholas Boykin Stati Uniti     |
| 130 kg | Óscar Pino Cuba                    | Eduard Soghomonyan Brasile       | Leo Santana Rep. Dominicana     |
| 130 kg | Óscar Pino Cuba                    | Eduard Soghomonyan Brasile       | Yasmani Acosta Cile             |

### Lotta libera femminile
| Evento | Oro                           | Argento                         | Bronzo                          |
| 50 kg  | Sarah Hildebrandt Stati Uniti | Madison Parks Canada            | Jacqueline Mollocana Ecuador    |
| 50 kg  | Sarah Hildebrandt Stati Uniti | Madison Parks Canada            | Patricia Bermúdez Argentina     |
| 53 kg  | Dominique Parrish Stati Uniti | Luisa Valverde Ecuador          | Betzabeth Argüello Venezuela    |
| 53 kg  | Dominique Parrish Stati Uniti | Luisa Valverde Ecuador          | Karla Acosta Messico            |
| 55 kg  | Karla Godinez Canada          | Jacarra Winchester Stati Uniti  | Lucía Yépez Ecuador             |
| 57 kg  | Yaynelis Sanz Cuba            | Alma Valencia Messico           | Alexandria Town Canada          |
| 57 kg  | Yaynelis Sanz Cuba            | Alma Valencia Messico           | Giullia Penalber Brasile        |
| 59 kg  | Laurence Beauregard Canada    | Ameyalli Jessel Messico         | Xochitl Mota-Pettis Stati Uniti |
| 62 kg  | Ana Godinez Canada            | Kayla Miracle Stati Uniti       | Laís Nunes Brasile              |
| 62 kg  | Ana Godinez Canada            | Kayla Miracle Stati Uniti       | Alejandra Romero Messico        |
| 65 kg  | Forrest Molinari Stati Uniti  | Miki Elizabeth Rowbottom Canada | Atzimba Moreno Messico          |
| 68 kg  | Soleymi Caraballo Venezuela   | Hangelen Llanes Cuba            | Yessica Oviedo Rep. Dominicana  |
| 68 kg  | Soleymi Caraballo Venezuela   | Hangelen Llanes Cuba            | Gabriela Pedro Da Rocha Brasile |
| 72 kg  | Skylar Grote Stati Uniti      | Brenda Aguiar Brasile           | Maria Bautista Messico          |
| 76 kg  | Dymond Guilford Stati Uniti   | Genesis Rosangela Ecuador       | María Acosta Venezuela          |
| 76 kg  | Dymond Guilford Stati Uniti   | Genesis Rosangela Ecuador       | Justina Di Stasio Canada        |

## Medagliere
| Posiz. | Nazione         | Oro | Argento | Bronzo | Totale |
| ------ | --------------- | --- | ------- | ------ | ------ |
| 1      | Stati Uniti     | 17  | 3       | 4      | 24     |
| 2      | Canada          | 5   | 4       | 2      | 11     |
| 3      | Cuba            | 4   | 4       | 2      | 10     |
| 4      | Messico         | 1   | 6       | 8      | 15     |
| 5      | Colombia        | 1   | 0       | 4      | 5      |
| 6      | Venezuela       | 1   | 0       | 3      | 4      |
| 7      | Honduras        | 1   | 0       | 1      | 2      |
| 8      | Brasile         | 0   | 4       | 5      | 9      |
| 9      | Porto Rico      | 0   | 4       | 2      | 6      |
| 10     | Ecuador         | 0   | 2       | 2      | 4      |
| 11     | Guatemala       | 0   | 2       | 1      | 3      |
| 12     | Rep. Dominicana | 0   | 1       | 6      | 7      |
| 13     | Argentina       | 0   | 0       | 3      | 3      |
| 14     | Perù            | 0   | 0       | 2      | 2      |
| 15     | Costa Rica      | 0   | 0       | 1      | 1      |
| 15     | Cile            | 0   | 0       | 1      | 1      |
| Totale | Totale          | 30  | 30      | 47     | 107    |